# Río Marcal
El río Marcal es un río húngaro que nace cerca de Sümeg, en los montes Bakony, al oeste del país, y desemboca en el río Rába, del cual es afluente por la margen derecha, en la ciudad de Győr. De 100 km de longitud, el río fluye hacia el norte y llega hasta Ukk, en la Pequeña Llanura Húngara. Sigue una trayectoria similar a la del Rába, afluente a su vez del Danubio, estando en muchos lugares a sólo un kilómetro de distancia de él.
En octubre de 2010, el Marcal se vio afectado por el derrame de barro rojo procedente del accidente de la fábrica de alúmina de Ajka, lo que supuso la extinción de la vida acuática que albergaba el río.